# Vegetables
A Vegetables Brian Wilson és Van Dyke Parks 1966-os dala, melyet eredetileg a Beach Boys kiadatlan SMiLE albumára írtak. Hasonlóan a SMiLE-periódusban írt dalok többségéhez, a "Vegetables" esetében is legalább három különböző verziót kell tárgyalni:
- az 1966-67-ben rögzített, a SMiLE albumra szánt változatot
- a Beach Boys által a következő évek során lemezre vett, némileg vagy teljesen átírt és újrarögzített variánst
- a 2004-ben Brian Wilson szólólemezeként kiadott SMiLE CD-n hallható verziót (általában ez tekinthető a dal "hivatalosan befejezett" változatának)

## SMiLE(1967)
A SMiLE-ülések során még "Vega-Tables" címet viselő dalt a Beach Boys 1967 áprilisában vette fel, noha bootlegeken fellelhető egy korábban, 1966 őszén rögzített, eltérő szövegű demóváltozat is.
Miután 1967 márciusára Brian Wilson számára világossá vált, hogy nem képes egy számára kielégítő változatot összeállítani a "Heroes and Villains"-ülések anyagából, úgy döntött, hogy a jóval kevésbé komplikált szerkezetű "Vega-Tables"-t adja ki első kislemezként a SMiLE LP-ről. A két szekcióból álló "Vega-Tables" felvételei során Wilson bizarr ötlettel állt elő: az együttes tagjai a dal közben nyers zöldségeket rágcsáltak. A SMiLE többi szerzeményéhez képest mind dalszöveg, mind hangszerelés tekintetében meglehetősen egyszerű számot Brian kilenc nap alatt felvette és végleges mono mixet is készített belőle, amely azonban az album májusi félbehagyása után a Beach Boys archívumába került, és az 1993-as Good Vibrations: Thirty Years Of The Beach Boys box set kiadásáig nem is jelent meg hivatalosan.

### McCartney és a zeller
1967 tavaszán Paul McCartney Amerikában vakációzott menyasszonyával, Jane Asherrel, és felkereste a Gold Star stúdiót, ahol Brian és a szólóvokált éneklő Alan Jardine éppen a "Vega-Tables" vokálfelvételein dolgoztak. A váratlan látogatás rengeteg tévhithez és szóbeszédhez vezetett az évtizedek során, sokan úgy gondolták, hogy a "Vega-Tables" basszusszólamát McCartney játssza, sőt, egyesek szerint a dal társproducere is ő volt. Mindez természetesen nem igaz, McCartney közreműködése a számban némi zellerrágcsálásra korlátozódik.
A felvételek után McCartney a stúdió zongoráján eljátszotta a "She's Leaving Home" című dalt a Beatles készülő lemezéről, a Sgt. Pepper's Lonely Hearts Club Band-ről, majd távozás előtt vidáman így szólt Brian Wilsonhoz: "Jobb lesz, ha összekapjátok magatokat!" A barátságosnak szánt megjegyzés újabb szeg volt a SMiLE koporsójába, és mélyen megrázta a Beatlest elsőszámú vetélytársának tekintő Wilsont.
Évekkel később, miközben McCartney Chaos and Creation in the Backyard című lemezén dolgozott Los Angeles-ben, egy helyi rádióadó műsorvezetője feltette a kérdést, hogy melyik Beach Boys-számban hallható az ex-Beatle. Miután több tucatnyi hallgató telefonált be hibás válaszokat adva, maga McCartney hívta fel az adót a helyes megfejtéssel.

## Smiley Smile(1967)
Az 1967 júniusában a Smiley Smile albumra újrarögzített, és "Vegetables"-re átkeresztelt szám jól érzékelteti a zenekar produkciós technikájában 1967 nyarán végbemenő radikális változást: a Beach Boys vokáljait egyetlen basszusgitár kíséri, ezen kívül csupán a SMiLE-változatból átemelt zöldségrágcsálás biztosítja a ritmust. A számból kihagyták az "Eat a lot, sleep a lot…" szekciót (amely később különálló dalként, "Mama Says" címmel jelent meg a Wild Honey LP-n), a dal végére pedig egy, az áprilisi SMiLE-üléseken felvett fél perces részletet illesztettek.

## SMiLE(2004)
A 2004-ben Brian Wilson szólóalbumaként kiadott SMiLE CD-n a "Vega-Tables"-re visszakeresztelt szám hűen követi az 1967-es SMiLE-verzió hangszerelését, de némileg rövidebb annál, a második "Eat a lot, sleep a lot…" szekció hiányzik, ehelyett a dal az a cappella leállás után szünet nélkül átúszik az "On a Holiday" című számba.